# Google Checkout
Google Checkout var Googles betalsystem via internet. Tjänsten skapades 2006 i syfte att konkurrera med Paypal och avvecklades 2013 då Google istället valde att satsa på mobila betalningar med tjänsten Google Wallet.